# Orthocladius nudisquama
Orthocladius nudisquama är en tvåvingeart som först beskrevs av Chernovskij 1949.  Orthocladius nudisquama ingår i släktet Orthocladius och familjen fjädermyggor. Inga underarter finns listade i Catalogue of Life.